# (16120) Burnim
(16120) Burnim est un astéroïde de la ceinture principale.

## Description
(16120) Burnim est un astéroïde de la ceinture principale. Il fut découvert le 7 décembre 1999 à Socorro (Nouveau-Mexique) par le projet LINEAR. Il présente une orbite caractérisée par un demi-grand axe de 3,06 UA, une excentricité de 0,13 et une inclinaison de 2,1° par rapport à l'écliptique.

## Compléments